# Sint-Martinuskerk (Ramsdonk)

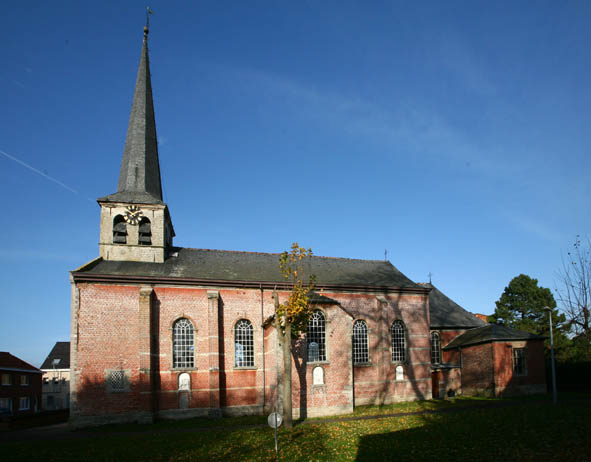
Sint-Martinuskerk

De Sint-Martinuskerk is de parochiekerk van de tot de Vlaams-Brabantse gemeente Kapelle-op-den-Bos behorende plaats Ramsdonk, gelegen aan Gemeenteplein 2.

## Geschiedenis
In 1538 werd een stenen kerk gebouwd die een houten bouwwerk verving dat in elk geval al in 1132 bestond. De kerk had te lijden onder de godsdiensttwisten en in 1599 brak brand uit die de kerk verwoestte. In 1606 werd de kerk verder beschadigd door storm. In 1610 werd de kerk herbouwd. In 1836 werd de kerk vergroot in neoclassicistische stijl. De toren van 1538 bleef daarbij behouden.

## Gebouw
Het betreft een georiënteerd neoclassicistisch kerkgebouw met ingebouwde zandstenen toren. Deze heeft een hoge ingesnoerde naaldspits. De zijgevels zijn uitgevoerd in baksteen met zandstenen speklagen die aansluiten op de -mogelijk 18e-eeuwse- zijkapellen.

## Interieur
De kerk bezit een houten Mariabeeld van omstreeks 1700. In de zijkapellen staan 17e-eeuwse biechtstoelen in barokstijl. De preekstoel is uit het midden van de 18e eeuw en in Lodewijk XV-stijl uitgevoerd. Het hoofdaltaar en de zijaltaren zijn in barokstijl.